# یوهان پالیسا
یوهان پالیسا (به آلمانی: Johann Palisa) (زادروز۶ دسامبر، ۱۸۴۸-درگذشته ۲ مه، ۱۹۲۵) ستاره‌شناس اتریشی زادهٔ شهر اوپاوا در جمهوری چک است.
او کاشف نیرومندی در زمینهٔ سیارک‌ها بود و میان سال‌های ۱۸۷۴ (میلادی) تا ۱۹۲۳ میلادی ۱۲۲ سیارک را کشف کرد که نخستین آن سیارک ۱۳۶ و آخرین آن سیارک ۱۰۷۳ بود. برخی از اکتشافات قابل توجه او عبارتند از: سیارک ۱۵۳، سیارک ۲۱۶، سیارک ۲۴۳، ۲۵۳ ماتیلده، سیارک ۳۲۴ و سیارک ۷۱۹.
سیارک پلیسانا و دهانهٔ پلیسا در ماه به افتخار وی نامگذاری شده‌اند.

## سیارک‌های کشف شده
سیارک‌های کشف‌شده توسط یوهان پالیسا مشتمل بر ۱۲۲ عدد است که شامل موارد زیر می‌باشد:
| سیارک ۱۳۶    | مارس ۱۸، ۱۸۷۴    |
| سیارک ۱۳۷    | آوریل ۲۱، ۱۸۷۴   |
| سیارک ۱۴۰    | اکتبر ۱۳، ۱۸۷۴   |
| سیارک ۱۴۲    | ژانویه ۲۸، ۱۸۷۵  |
| سیارک ۱۴۳    | فوریه ۲۳، ۱۸۷۵   |
| سیارک ۱۵۱    | نوامبر ۱، ۱۸۷۵   |
| سیارک ۱۵۳    | نوامبر ۲، ۱۸۷۵   |
| سیارک ۱۵۵    | نوامبر ۸، ۱۸۷۵   |
| سیارک ۱۵۶    | نوامبر ۲۲، ۱۸۷۵  |
| سیارک ۱۷۸    | نوامبر ۶، ۱۸۷۷   |
| سیارک ۱۸۲    | فوریه ۷، ۱۸۷۸    |
| سیارک ۱۸۳    | فوریه ۸، ۱۸۷۸    |
| سیارک ۱۸۴    | فوریه ۲۸، ۱۸۷۸   |
| سیارک ۱۹۲    | فوریه ۱۷، ۱۸۷۹   |
| سیارک ۱۹۵    | آوریل ۱۹، ۱۸۷۹   |
| سیارک ۱۹۷    | می۲۱، ۱۸۷۹       |
| سیارک ۲۰۱    | آگست ۷، ۱۸۷۹     |
| سیارک ۲۰۴    | اکتبر ۸، ۱۸۷۹    |
| سیارک ۲۰۵    | اکتبر ۱۳، ۱۸۷۹   |
| سیارک ۲۰۷    | اکتبر ۱۷، ۱۸۷۹   |
| سیارک ۲۰۸    | اکتبر ۲۱، ۱۸۷۹   |
| سیارک ۲۱۰    | نوامبر ۱۲، ۱۸۷۹  |
| سیارک ۲۱۱    | دسامبر ۱۰، ۱۸۷۹  |
| سیارک ۲۱۲    | فوریه ۶، ۱۸۸۰    |
| سیارک ۲۱۴    | فوریه ۲۹، ۱۸۸۰   |
| سیارک ۲۱۶    | آوریل ۱۰، ۱۸۸۰   |
| ۲۱۸ (بیانکا) | سپتامبر ۴، ۱۸۸۰  |
| سیارک ۲۱۹    | سپتامبر ۳۰، ۱۸۸۰ |
| سیارک ۲۲۰    | می۱۹، ۱۸۸۱       |
| سیارک ۲۲۱    | ژانویه ۱۸، ۱۸۸۲  |
| سیارک ۲۲۲    | فوریه ۹، ۱۸۸۲    |
| سیارک ۲۲۳    | مارس ۹، ۱۸۸۲     |
| سیارک ۲۲۴    | مارس ۳۰، ۱۸۸۲    |
| سیارک ۲۲۵    | آوریل ۱۹، ۱۸۸۲   |
| سیارک ۲۲۶    | ژوئیه ۱۹، ۱۸۸۲   |
| سیارک ۲۲۸    | آگست ۱۹، ۱۸۸۲    |
| سیارک ۲۲۹    | آگست ۲۲، ۱۸۸۲    |
| سیارک ۲۳۱    | سپتامبر ۱۰، ۱۸۸۲ |
| سیارک ۲۳۲    | ژانویه ۳۱، ۱۸۸۳  |
| سیارک ۲۳۵    | نوامبر ۲۸، ۱۸۸۳  |
| سیارک ۲۳۶    | آوریل ۲۶، ۱۸۸۴   |

| سیارک ۲۳۷   | ژوئن ۲۷، ۱۸۸۴    |
| سیارک ۲۳۹   | آگست ۱۸، ۱۸۸۴    |
| سیارک ۲۴۲   | سپتامبر ۲۲، ۱۸۸۴ |
| سیارک ۲۴۳   | سپتامبر ۲۹، ۱۸۸۴ |
| سیارک ۲۴۴   | اکتبر ۱۴، ۱۸۸۴   |
| سیارک ۲۴۸   | ژوئن ۵، ۱۸۸۵     |
| سیارک ۲۵۰   | سپتامبر ۳، ۱۸۸۵  |
| سیارک ۲۵۱   | اکتبر ۴، ۱۸۸۵    |
| ۲۵۳ ماتیلده | نوامبر ۱۲، ۱۸۸۵  |
| سیارک ۲۵۴   | مارس ۳۱، ۱۸۸۶    |
| سیارک ۲۵۵   | مارس ۳۱، ۱۸۸۶    |
| سیارک ۲۵۶   | آوریل ۳، ۱۸۸۶    |
| سیارک ۲۵۷   | آوریل ۵، ۱۸۸۶    |
| سیارک ۲۶۰   | اکتبر ۳، ۱۸۸۶    |
| سیارک ۲۶۲   | نوامبر ۳، ۱۸۸۶   |
| سیارک ۲۶۳   | نوامبر ۳، ۱۸۸۶   |
| سیارک ۲۶۵   | فوریه ۲۵، ۱۸۸۷   |
| سیارک ۲۶۶   | می۱۷، ۱۸۸۷       |
| سیارک ۲۶۹   | سپتامبر ۲۱، ۱۸۸۷ |
| سیارک ۲۷۳   | مارس ۸، ۱۸۸۸     |
| سیارک ۲۷۴   | آوریل ۳، ۱۸۸۸    |
| سیارک ۲۷۵   | آوریل ۱۵، ۱۸۸۸   |
| سیارک ۲۷۶   | آوریل ۱۷، ۱۸۸۸   |
| سیارک ۲۷۸   | می۱۶، ۱۸۸۸       |
| سیارک ۲۷۹   | اکتبر ۲۵، ۱۸۸۸   |
| سیارک ۲۸۰   | اکتبر ۲۹، ۱۸۸۸   |
| سیارک ۲۸۱   | اکتبر ۳۱، ۱۸۸۸   |
| سیارک ۲۸۶   | آگست ۳، ۱۸۸۹     |
| سیارک ۲۹۰   | مارس ۲۰، ۱۸۹۰    |
| سیارک ۲۹۱   | آوریل ۲۵، ۱۸۹۰   |
| سیارک ۲۹۲   | آوریل ۲۵، ۱۸۹۰   |
| سیارک ۲۹۵   | آگست ۱۷، ۱۸۹۰    |
| سیارک ۲۹۹   | اکتبر ۶، ۱۸۹۰    |
| سیارک ۳۰۱   | نوامبر ۱۶، ۱۸۹۰  |
| سیارک ۳۰۴   | فوریه ۱۴، ۱۸۹۱   |
| سیارک ۳۰۹   | آوریل ۶، ۱۸۹۱    |
| سیارک ۳۱۳   | آگست ۳۰، ۱۸۹۱    |
| سیارک ۳۱۵   | سپتامبر ۴، ۱۸۹۱  |
| سیارک ۳۲۰   | اکتبر ۱۱، ۱۸۹۱   |
| سیارک ۳۲۱   | اکتبر ۱۵، ۱۸۹۱   |
| سیارک ۳۲۴   | فوریه ۲۵، ۱۸۹۲   |

| سیارک ۳۲۶   | مارس ۱۹، ۱۸۹۲    |
| سیارک ۵۶۹   | ژوئیه ۲۷، ۱۹۰۵   |
| سیارک ۵۸۳   | دسامبر ۳۱، ۱۹۰۵  |
| سیارک ۶۵۲   | نوامبر ۴، ۱۹۰۷   |
| سیارک ۶۷۱   | سپتامبر ۲۱، ۱۹۰۸ |
| سیارک ۶۸۷   | آگست ۱۶، ۱۹۰۹    |
| سیارک ۶۸۸   | آگست ۲۵، ۱۹۰۹    |
| سیارک ۶۸۹   | سپتامبر ۱۲، ۱۹۰۹ |
| سیارک ۷۰۳   | اکتبر ۳، ۱۹۱۰    |
| سیارک ۷۱۰   | فوریه ۲۸، ۱۹۱۱   |
| سیارک ۷۱۱   | مارس ۱، ۱۹۱۱     |
| سیارک ۷۱۶   | ژوئیه ۳۰، ۱۹۱۱   |
| سیارک ۷۱۸   | سپتامبر ۲۹، ۱۹۱۱ |
| سیارک ۷۱۹   | اکتبر ۳، ۱۹۱۱    |
| سیارک ۷۲۲   | اکتبر ۱۸، ۱۹۱۱   |
| سیارک ۷۲۳   | اکتبر ۲۱، ۱۹۱۱   |
| سیارک ۷۲۴   | اکتبر ۲۱، ۱۹۱۱   |
| سیارک ۷۲۵   | اکتبر ۲۱، ۱۹۱۱   |
| سیارک ۷۲۸   | فوریه ۱۶، ۱۹۱۲   |
| سیارک ۷۳۰   | آوریل ۱۰، ۱۹۱۲   |
| سیارک ۷۳۴   | اکتبر ۱۱، ۱۹۱۲   |
| سیارک ۷۵۰   | آوریل ۲۸، ۱۹۱۳   |
| سیارک ۷۸۲   | مارس ۱۸، ۱۹۱۴    |
| سیارک ۷۸۳   | مارس ۱۸، ۱۹۱۴    |
| سیارک ۷۹۴   | آگست ۲۷، ۱۹۱۴    |
| سیارک ۷۹۵   | سپتامبر ۲۶، ۱۹۱۴ |
| سیارک ۸۰۳   | مارس ۲۱، ۱۹۱۵    |
| سیارک ۸۲۷   | آگست ۲۹، ۱۹۱۶    |
| سیارک ۸۲۸   | آگست ۲۹، ۱۹۱۶    |
| سیارک ۸۶۷   | فوریه ۲۵، ۱۹۱۷   |
| سیارک ۸۷۶   | ژوئن ۲۰، ۱۹۱۷    |
| سیارک ۹۰۲   | سپتامبر ۳، ۱۹۱۸  |
| سیارک ۹۰۳   | سپتامبر ۱۳، ۱۹۱۸ |
| سیارک ۹۳۲   | مارس ۲۳، ۱۹۲۰    |
| سیارک ۹۴۱   | اکتبر ۱۰، ۱۹۲۰   |
| سیارک ۹۶۴   | اکتبر ۲۷، ۱۹۲۱   |
| سیارک ۹۷۵   | مارس ۲۷، ۱۹۲۲    |
| سیارک ۹۹۶   | مارس ۲۱، ۱۹۲۳    |
| سیارک ۱۰۷۳  | سپتامبر ۱۴، ۱۹۲۳ |
| سیارک ۱۴۳۰۹ | سپتامبر ۲۲، ۱۹۰۸ |